# Rodongja Sinmun
El Rodongja Sinmun (en hangul: 노동자신문; en hanja: 勞動者新聞, Periódico de los Trabajadores) es el órgano del Comité Central de la Federación General de Sindicatos de Corea, la federación sindical controlada por el gobierno de Corea del Norte.
El periódico tiene su sede en la capital Pionyang y su editor en jefe es Ri Song-ju.
El periódico fue fundado en febrero de 1948.